# 1481
سنة 1481 كانت سنة بسيطة تبدأ يوم الإثنين (الرابط يظهر نموذج التقويم الكامل للسنة) من التقويم اليولياني.

## أحداث
- السلطان بايزيد الثاني يتولي الحكم

## مواليد
- بالداساري بيروتزي رسام إيطالي
- جورجي (دوق كويمبرا)
- كريستيان الثاني ملك الدنمارك

## وفيات
- محمد الفاتح